# فاصله (آلبوم)
فاصله آلبومی از محمد اصفهانی است که در سال زمستان ۱۳۷۸ منتشر شد. همکاری محمد اصفهانی و بهروز صفاریان در سال ۷۸ در آلبوم فاصله باعث آغاز موج جدیدی از موسیقی پاپ شد. اتفاقات خوبی که برای این آلبوم و سبک آن رخ داد باعث شد که روند عمر هنری بهروز صفاریان تغییراتی اساسی را به خود ببیند و او بیشتر و بیشتر در بین اهالی موسیقی مورد توجه قرار بگیرد.موفقیت‌های گسترده ای که این آلبوم برای صفاریان رقم زده بود باعث شد که او به‌شدت سرگرم کارها و پیشنهادها جدید شود و باعث به وجود امدن موفقیتهای متعدد برای صفاریان در عرصه موسیقی شود.

## آهنگسازان
این آلبوم توسط کسانی چون بهروز صفاریان، بابک بیات، علی‌رضا کهن‌دیری، فؤاد حجازی، محمد اصفهانی و بهنام صبوحی آهنگسازی شدهاست.

## قطعات
نسخه اصلی این آلبوم دارای ۱۶ قطعه است که ۶ قطعه آن بیکلام است و یک قطعه نیز شامل دکلمه است.
حضور (فاصله)
- ترانه: لیدا جوادی، رها روشن
- تنظیم کننده: پدرام کشتکار - بهروز صفاریان
- شماره ترتیب قطعه در آلبوم: ۱

به یادت
- ترانه: قیصر امین پور
- تنظیم کننده: علیرضا کهن دیری
- شماره ترتیب قطعه در آلبوم: ۲

دلواپسی‌ها
- شعر: سهیل محمودی
- تنظیم کننده: فؤاد حجازی
- شماره ترتیب قطعه در آلبوم: ۳

یادگار
- شعر: علی معلم
- تنظیم کننده: بهروز صفاریان
- شماره ترتیب قطعه در آلبوم: ۴

سپید و سیاه
- ترانه: سهراب سپهری
- تنظیم کننده: علیرضا کهن دیری
- شماره ترتیب قطعه در آلبوم: ۵

پهلوانان
- شعر: مولانا
- تنظیم کننده: بابک بیات
- شماره ترتیب قطعه در آلبوم: ۶

پنجره‌ها
- ترانه: سهراب سپهری
- تنظیم کننده: بهنام صبوحی
- شماره ترتیب قطعه در آلبوم: ۷

شِکوه
- شعر: پیر جماران
- تنظیم کننده: علیرضا کهن دیری
- شماره ترتیب قطعه در آلبوم: ۸

لاله عاشق
- ترانه: علی معلم
- تنظیم کننده: فؤاد حجازی
- شماره ترتیب قطعه در آلبوم: ۹

به یادت (دکلمه)
- تنظیم کننده: علیرضا کهن دیری
- شماره ترتیب قطعه در آلبوم: ۱۰

لالهٔ عاشق (بی‌کلام)
- تنظیم کننده: فؤاد حجازی
- شماره ترتیب قطعه در آلبوم: ۱۱

حضور (فاصله)
- تنظیم کننده: پدرام کشتکار - بهروز صفاریان
- شماره ترتیب قطعه در آلبوم: ۱۲

به‌یادت (بی‌کلام)
- تنظیم کننده: علیرضا کهن دیری
- شماره ترتیب قطعه در آلبوم: ۱۳

یادگار (بی‌کلام)
- تنظیم کننده: بهروز صفاریان
- شماره ترتیب قطعه در آلبوم: ۱۴

شِکوه (بی‌کلام)
- تنظیم کننده: علیرضا کهن دیری
- شماره ترتیب قطعه در آلبوم: ۱۵

پهلوانان (بی‌کلام)
- تنظیم کننده: بابک بیات
- شماره ترتیب قطعه در آلبوم: ۱۶